# Pero Negro
Pero Negro é uma aldeia portuguesa pertencente ao distrito de Lisboa. É dividida por dois concelhos: Sobral de Monte Agraço, freguesia de Sapataria.Tem uma estação ferroviária na linha do Oeste.
Tem um clube desportivo e recreativo fundado em 1929.
Tem uma pequena capela erigida em honra de Nossa Senhora do Desterro.
Nesta aldeia está localizada a Quinta dos Freixos onde esteve instalado o quartel general do exército inglês durante a 3ª invasão francesa.